# Монизъм
Монизъм е философско учение, което приема за основа на всичко съществуващо едно начало.
Като пример за абсолютен монизъм могат да бъдат посочени индуистките философски школи на северния будизъм и Адвайта Веданта. Такъв е и китайският даоизъм. В тези школи единната реалност е в основата на съществуващото, а духът и материята са само два нейни равностойни аспекта. В теософията този монизъм е основополагащ.
В категорията на ограничения монизъм съществуват както материалистически, така и идеалистически монизъм. Материалистите смятат за начало, основа на света материята. За единно начало на всички явления идеалистите смятат духа, идеята и т.н. На Запад най-последователно направление на идеалистическия монизъм е философията на Хегел, в индуизма ярък негов представител е Висищадвайта Веданта.
Научният и последователен материалистически монизъм е характерен за диалектическия материализъм, който изхожда от положението, че светът по природата си е материален, че всички явления в света представляват различни видове движеща се материя. В марксистката философия например материализмът се разпространява и върху обществените явления. Противоположност на монизма е дуализмът.